# Princesa do Solimões Esporte Clube
El Princesa do Solimões Esporte Clube es un equipo de fútbol de Brasil que juega en el Campeonato Amazonense, la primera división del estado de Amazonas.

## Historia
Fue fundado el 18 de agosto de 1971 en la ciudad de Manacapuru del estado de Amazonas y fue uno de los primeros equipos del interior del estado de Amazonas en participar en el Campeonato Amazonense junto al Penarol Atlético Clube.
En 1987 se convierte en un equipo profesional, y dos años después llegó a jugar en el Campeonato Brasileño de Serie B, con lo que es el primer equipo del norte de Brasil en participar en la segunda división nacional, y más aún por ser de una ciudad del interior del estado, temporada en la que terminó en el lugar 78.
En 2013 se convierte en campeón estatal por primera vez al vencer en la final al Nacional Futebol Clube en penales, con lo que clasificó al Campeonato Brasileño de Serie D, la Copa de Brasil y la Copa Verde en 2014.
En la Copa Verde eliminó en la primera ronda al Santos del estado de Amapá con marcador de 3-2, pero fue eliminado en la segunda ronda por el Paysandu SC del estado de Pará. En el Campeonato Brasileño de Serie D llegó a disputar la fase final de la liga para definir a los ascendidos al Campeonato Brasileño de Serie C pero terminó en el lugar 17 entre los últimos 20. En la Copa de Brasil eliminó en la primera ronda al Brasiliense FC del Distrito Federal de Brasil por la regla del gol de visitante (5-5 en el marcador global), para ser eliminado en la segunda ronda por el gigante Santos FC del estado de Sao Paulo por un marcador global de 3-6.
El equipo actualmente se ubica entre los mejores 100 equipos de la Confederación Brasileña de Fútbol.

## Palmarés
- Campeonato Amazonense: 1

2013
- Torneo Inicio de Amazonas: 2

1997, 2007
- Copa Amazonas: 4

1995, 1997, 2013, 2014